# Máy lắp đặt đường ống

Máy lắp đặt đường ống

Máy lắp đặt đường ống là một loại máy dùng để lắp đặt đường ống. Nó được chế tạo trên cơ sở máy kéo lắp thêm thiết bị cẩu đường ống vào.

## Công dụng
Máy được sử dụng để lắp đặt các đường ống dẫn dầu, cấp thoát nước, đường ống dẫn khí đốt và các đường ống khác trong xây dựng các công trình trong công nghiệp, giao thông, thủy lợi, nông nghiệp và các công trình phát triển cơ sở hạ tầng khác.